# Джэрет Винокур, Марисса
Марисса Джэрет Винокур (англ. Marissa Jaret Winokur, род. 2 февраля 1973) — американская актриса, певица и телеведущая, наиболее известная по своей роли в популярном бродвейском мюзикле Джона Уотерса «Лак для волос», за которую получила премии «Тони» и «Драма Деск» в 2003 году.
На телевидении она появилась в таких сериалах как «Журнал мод», «Красотки в Кливленде» и «В 35 — на пенсию». Она также участвовала в шестом сезоне телешоу «Танцы со звездами», а с 2010 по 2011 была ведущей дневного ток-шоу The Talk.

## Избранная фильмография
| Год  |   | Русское название        | Оригинальное название | Роль       |
| ---- | - | ----------------------- | --------------------- | ---------- |
| 2011 | с | Танцевальная лихорадка! | Shake It Up           | мисс Нэнси |